# Îlot de l’Échouage
Îlot de l’Échouage är en ö i Antarktis. Den ligger i havet utanför Östantarktis. Frankrike gör anspråk på området.